# Kolbastı

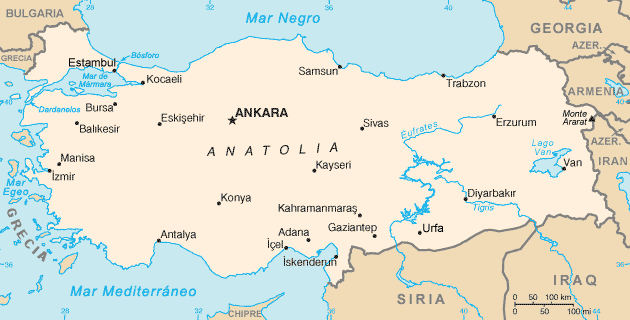
Trebizonda ou Trabzon (em turco) fica situada na parte noroeste do território turco.

Kolbastı, Faroz Kesmesi  ou Hoptek é uma dança popular turca. Originalmente surgiu na década de 1930 no porto marítimo de Trebizonda, na costa do mar Negro, no noroeste da Turquia.

## História
Traduzido livremente, kolbastı significa "apanhado em flagrante pela polícia" na língua turca. Segundo a lenda, o nome 'kolbastı' provém das patrulhas noturnas da polícia, que abordavam os desocupados e bêbados da cidade. Estes últimos inventaram uma canção com a letra: "Vieram, nos apanharam, nos golpearam" que significa (em turco: "Geldiler, bastılar, vurdular"). 
Outra hipótese afirma que a dança kolbastı se originou na década de 1930, quando as tropas auxiliares da polícia turca, chamada de Kolluk Kuvvetleri e que executavam operações policiais nos locais de festa aonde era dançado o kolbastı. O nome da dança é a abreviatura da ordem de advertência Kolluk kuvvetleri bastı!  e que significa na língua turca: A polícia está em marcha! ou É uma ação policial!. A palavra bastı se origina do verbo basmak, que significa "assaltar" ou "pressionar".
Nos últimos años, a dança kolbastı se tornou muito popular e está se estendendo em popularidade por toda a Turquia. Na atualidade, esta dança é celebrada nas bodas de casamento ou é dançada por grupos de jovens, como forma de atrair a atenção de outros jovens.

## Música
A música Kolbastı foi compilada por Nejat Buhara em  Trebizonda. A primeira gravação de Kolbastı foi realizada em 1943 por Piçoğlu Osman. Em 1974, o grupo turco de folk-rock Üç Hürel gravou a música Kolbastı. Esta canção foi popularizada pelo cantor turco Ibrahim Tatlıses. Em 2008, o cantor turco Sinan Yilmaz lançou a versão dance-pop da canção Kolbastı.